# Combat Arms
Combat Arms – darmowa wieloosobowa strzelanka pierwszoosobowa. Została stworzona i wydana przez Nexon 10 lipca 2008. Do wyświetlania grafiki wykorzystywany jest silnik Lithtech.
Gra oferuje wiele trybów rozgrywki, map, broni oraz sposobów ich modyfikacji (np. magazynki, tłumiki, lunety). Znajduje się w niej 13 trybów rozgrywki: One Man Army, Elimination, Capture The Flag, Search and Destroy, Elimination Pro, Spy Hunt, Last Man Standing, Bombing Run, Seize and Secure, Quarantine Regen, Hired Gun oraz Fireteam.
Dostępne jest dwadzieścia zwykłych map, jedna na potrzebę trybu Hired Guns oraz cztery specjalne na potrzeby misji Fireteam. Ostatnio twórcy Combat Arms dodali nową mapę, dostępną wyłącznie do bitew klanowych. Na mapach Fireteam można walczyć z terrorystami, bądź też z hordami zarażonych ludzi (Infected).
Wszystkie typy uzbrojenia są możliwe do kupienia za punkty GP oraz NX. GP (Gear Points) – są to punkty, za które dokonujemy zakupów broni, ubrań czy też specjalnych dodatków. Uzyskuje się je grając. NX (Nexon) – są to punkty, za które możemy kupić lepsze rodzaje broni, ciekawsze ubrania, oraz całą gamę dodatków do naszego konta (także na czas permanentny). Aby uzyskać te punkty, musimy kupić je na głównej stronie gry za realne pieniądze.
Gracz ma możliwość zdobywania rang (oraz stopni w poszczególnych rangach), odblokowując ciekawsze i bardziej przydatne nagrody.